# Římskokatolická farnost Nezdenice
Římskokatolická farnost Nezdenice je územní společenství římských katolíků v děkanátu Uherský Brod s farním kostelem svatého Petra a Pavla.

## Historie farnosti
Poprvé je kostel v archivních listinách připomínán v roce 1392 a jako jeho patron se uvádí pan Jan ze Záhorovic. Před tímto datem zde stával jen drobný dřevěný kostelík, který byl pravděpodobně zřízen mezi lety 1339–1346 na popud markrabího Karla, jenž určitou dobu svého života sídlil v blízkém Bánově.Zděný kostel zde byl vystavěn teprve v letech 1349–1357 za panování jeho mladšího bratra Jana Jindřicha a za přispění olomouckého biskupa Jana VIII. Za husitských válek kostel pravděpodobně náležel husitům, avšak i přesto byl v roce 1424 vypálen. V dalších letech pak sloužil českým bratřím, kteří museli Nezdenice opustit po bitvě na Bílé hoře. Vypálen byl téměř za všech vpádů z uherské strany a do dnešního dne již naprosto ztratil svůj původní ráz. První katolický farář zde byl dosazen po téměř tři sta letech maďarským pánem vesnice Marsinayem v roce 1688.

## Duchovní správci
Přehled duchovních správců je známý od konce sedmnáctého století. Od roku 2005 je administrátorem excurrendo R. D. Mgr. Jiří Změlík.

## Bohoslužby
Ve farnosti se konají pravidelně bohoslužby ve farním kostele – v neděli i ve všední dny.

## Aktivity farnosti
Ve farnosti se pravidelně koná tříkrálová sbírka. V roce 2018 se v Nezdenicích vybralo 20 100 korun, v Záhorovicích 27 217 korun.